# Impatiens delectans
Impatiens delectans är en balsaminväxtart som beskrevs av Ridley. Impatiens delectans ingår i släktet balsaminer, och familjen balsaminväxter. Inga underarter finns listade i Catalogue of Life.